# Pedro de Montoya
Pedro de Montoya fue un militar del siglo XVII, gobernador del Tucumán entre 1663 y 1664.

## Biografía
Pedro de Montoya fue caballero de la Orden de Santiago y maestre de campo. En premio a sus servicios el rey lo designó gobernador.
En diciembre de 1664 fue trasladado a Chile como gobernador de la provincia de Valdivia, donde en 1670 rechazó una invasión de doce barcos franceses.

## Gobierno del Tucumán (1663-1664)
Fue nombrado gobernador del Tucumán por real cédula del 5 de mayo de 1660 y asumió el cargo en Córdoba el 18 de noviembre de 1663.
Durante su gobierno, el 4 de septiembre de 1664 los mocovíes atacaron, saquearon y destruyeron la ciudad de Talavera de Esteco.
Tras las inundaciones que sufriera la ciudad de Santiago del Estero en 1663, que motivaran otra traslación de los pobladores, el prior del convento de la Orden de Predicadores, fray Martín Ayala de Briones, efectuó una presentación en 1664 ante el gobernador Pedro de Montoya para informarle que: “ya tiene todos los materiales juntos para la edificación de la iglesia de dicho convento, porque el que tenemos, como a vuestra señoría le consta, está junto al río, con grandísimo peligro de que el río se lo lleve en la primera avenida”. Y solicitaba que se le conceda una fracción de terreno.
Ante esa solicitud, el Cabildo de Santiago del Estero, tras analizar la nueva traza de la ciudad y seleccionar el sitio, resolvió otorgarle una cuadra de tierra, que es el espacio que ocupaban los conventos en la provincia.